# El Colongo
El Colongo är en ort i Mexiko.   Den ligger i kommunen Ixtlán och delstaten Michoacán de Ocampo, i den centrala delen av landet, 300 km väster om huvudstaden Mexico City. El Colongo ligger 1 560 meter över havet och antalet invånare är 728.
Terrängen runt El Colongo är kuperad åt nordost, men åt sydväst är den platt. Runt El Colongo är det tätbefolkat, med 397 invånare per kvadratkilometer. Närmaste större samhälle är Zamora, 16,0 km sydost om El Colongo. Trakten runt El Colongo består till största delen av jordbruksmark.